# Ragnvald Gullaksen
Ragnvald Gullaksen (ur. 9 sierpnia 1890 w Bergen, zm. 11 października 1935 w Chicago) – norweski zapaśnik walczący w stylu klasycznym. Olimpijczyk ze Sztokholmu 1912, gdzie odpadł w trzeciej rundzie w wadze piórkowej do 60 kg.

## Letnie Igrzyska Olimpijskie 1912
| Konkurencja                   | Runda grupowa         | Runda grupowa         | Runda grupowa        | Klas. końcowa |
| Konkurencja                   | Przeciwnik I          | Przeciwnik II         | Przeciwnik III       | Miejsce       |
| ----------------------------- | --------------------- | --------------------- | -------------------- | ------------- |
| styl klasyczny, waga piórkowa | Ewald Persson (SWE) W | Arvid Beckman (SWE) P | Otto Lasanen (FIN) P | trzecia runda |